# 沢海東助
沢海 東助（さわみ とうすけ、1910年（明治43年）3月31日 - 没年不明）は、日本の水球選手。1932年ロサンゼルスオリンピックに出場した。

## 経歴
1910年3月31日、新潟県に生まれる。慶應義塾大学予科に入学してからは、東京都渋谷区にある同大学の寄宿舎に暮らした。ポジションは右翼のフォワードで、長身を生かした力強いシュートを持ち味とした。1931年に翌年のオリンピックの選手として推薦される。1932年のロサンゼルスオリンピックでは水球競技において、8月7日のアメリカ合衆国戦と8月8日のハンガリー戦に出場したが、どちらでも他の全ての日本選手と同じく0シュートに終わった。その後、日本水泳連盟水球委員、日本学生水泳連盟水球常任委員、慶應義塾大学水球部主将などを歴任した。